# Лио (язык)
Лио, или энде-лио (Endeh) — малайско-полинезийский диалектный континуум, на котором говорит народ энде в восточной части Малых Зондских островов острова Флорес в Индонезии. Это живой язык, который считается сильным и не вызывает никаких опасений по-поводу его дальнейшего существования. Некоторые учёные считают язык лио диалектом более распространённого языка энде, хотя этот факт оспаривается.

## Письменность
У языка лио имеется своё собственное письмо под названием лота или лота-энде, который немного схож с письмом лонтара (бугис, буги), также используют латиницу.